# Mistrovství Evropy v basketbalu mužů 1991
27. mistrovství Evropy  v basketbalu proběhlo ve dnech 24. – 29. června v Itálii.
Turnaje se zúčastnilo 8 týmů, rozdělených do dvou čtyřčlenných skupin. První dva týmy postoupili do play off o medaile, družstva na třetím a čtvrtém místě hrála o páté až osmé místo. Mistrem Evropy se stalo družstvo Jugoslávie.

## Výsledky a tabulky

### Základní skupiny

#### Skupina A
|    |            | YUG    | ESP   | POL    | BUL   | V | P | Skóre   | B |
| 1. | Jugoslávie | ***    | 76:67 | 103:61 | 89:68 | 3 | 0 | 268:196 | 6 |
| 2. | Španělsko  | 67:76  | ***   | 73:67  | 94:93 | 2 | 1 | 234:236 | 5 |
| 3. | Polsko     | 61:103 | 67:73 | ***    | 83:75 | 1 | 2 | 211:251 | 4 |
| 4. | Bulharsko  | 68:89  | 93:94 | 75:83  | ***   | 0 | 3 | 236:266 | 3 |

#### Skupina B
|    |                | ITA    | FRA    | GRE      | TCH      | V | P | Skóre   | B |
| 1. | Itálie         | ***    | 75:72  | 82:72    | 102:80   | 3 | 0 | 259:224 | 6 |
| 2. | Francie        | 72:75  | ***    | 81:93    | 104:80   | 1 | 2 | 257:248 | 4 |
| 3. | Řecko          | 72:82  | 93:81  | ***      | 113:123p | 1 | 2 | 278:286 | 4 |
| 4. | Československo | 80:102 | 80:104 | 123:113p | ***      | 1 | 2 | 283:319 | 4 |

### Semifinále
| 28. června 1991 18:30 | Zpráva | Jugoslávie                 | 97 – 76 | Francie       |  | Palaeur, Řím Rozhodčí: Colin Gerrard (ENG), Viliam Koller (TCH) |
| 28. června 1991 18:30 | Zpráva | Skóre po poločasech: 50:44 |         |               |  | Palaeur, Řím Rozhodčí: Colin Gerrard (ENG), Viliam Koller (TCH) |
| 28. června 1991 18:30 | Zpráva | Kukoč 22                   | Body    | Courtinard 18 |  | Palaeur, Řím Rozhodčí: Colin Gerrard (ENG), Viliam Koller (TCH) |

| 28. června 1991 20:45 | Zpráva | Itálie                     | 93 – 90 | Španělsko |  | Palaeur, Řím Počet diváků: 12 000 Rozhodčí: Jim Burr (USA), Wiesław Zych (POL) |
| 28. června 1991 20:45 | Zpráva | Skóre po poločasech: 50:51 |         |           |  | Palaeur, Řím Počet diváků: 12 000 Rozhodčí: Jim Burr (USA), Wiesław Zych (POL) |
| 28. června 1991 20:45 | Zpráva | Gentile 23                 | Body    | Epi 25    |  | Palaeur, Řím Počet diváků: 12 000 Rozhodčí: Jim Burr (USA), Wiesław Zych (POL) |

### Finále
| 29. června 1991 20:45 | Zpráva | Jugoslávie                 | 88 – 73 | Itálie     |  | Palaeur, Řím Počet diváků: 12 000 Rozhodčí: Kostas Rigas (GRE), Richard Steeves (CAN) |
| 29. června 1991 20:45 | Zpráva | Skóre po poločasech: 48:41 |         |            |  | Palaeur, Řím Počet diváků: 12 000 Rozhodčí: Kostas Rigas (GRE), Richard Steeves (CAN) |
| 29. června 1991 20:45 | Zpráva | Rađa 23                    | Body    | Pessina 14 |  | Palaeur, Řím Počet diváků: 12 000 Rozhodčí: Kostas Rigas (GRE), Richard Steeves (CAN) |

### O 3. místo
| 29. června 1991 18:30 | Zpráva | Francie                    | 83 – 101 | Španělsko |  | Palaeur, Řím Počet diváků: 8 000 Rozhodčí: Vittorio Fiorito (ITA), Danko Radić (YUG) |
| 29. června 1991 18:30 | Zpráva | Skóre po poločasech: 38:51 |          |           |  | Palaeur, Řím Počet diváků: 8 000 Rozhodčí: Vittorio Fiorito (ITA), Danko Radić (YUG) |
| 29. června 1991 18:30 | Zpráva | Ostrowski 19               | Body     | Martín 26 |  | Palaeur, Řím Počet diváků: 8 000 Rozhodčí: Vittorio Fiorito (ITA), Danko Radić (YUG) |

### O 5. - 8. místo
| 28. června 1991 14:30 | Zpráva | Řecko                      | 110 – 83 | Bulharsko   |  | Palaeur, Řím Rozhodčí: Danko Radić (YUG), Richard Steeves (CAN) |
| 28. června 1991 14:30 | Zpráva | Skóre po poločasech: 52:41 |          |             |  | Palaeur, Řím Rozhodčí: Danko Radić (YUG), Richard Steeves (CAN) |
| 28. června 1991 14:30 | Zpráva | Gallis 35                  | Body     | Mladenov 20 |  | Palaeur, Řím Rozhodčí: Danko Radić (YUG), Richard Steeves (CAN) |

| 28. června 1991 16:30 | Zpráva | Polsko                     | 72 – 85 | Československo |  | Palaeur, Řím Rozhodčí: Philippe Mailhabiau (FRA), Vittorio Fiorito (ITA) |
| 28. června 1991 16:30 | Zpráva | Skóre po poločasech: 39:29 |         |                |  | Palaeur, Řím Rozhodčí: Philippe Mailhabiau (FRA), Vittorio Fiorito (ITA) |
| 28. června 1991 16:30 | Zpráva | Torgowski 11               | Body    | Hrubý 24       |  | Palaeur, Řím Rozhodčí: Philippe Mailhabiau (FRA), Vittorio Fiorito (ITA) |

### O 5. místo
| 29. června 1991 16:30 | Zpráva | Československo             | 79 – 95 | Řecko     |  | Palaeur, Řím Rozhodčí: Jim Burr (USA), Kamen Tošev (BUL) |
| 29. června 1991 16:30 | Zpráva | Skóre po poločasech: 39:53 |         |           |  | Palaeur, Řím Rozhodčí: Jim Burr (USA), Kamen Tošev (BUL) |
| 29. června 1991 16:30 | Zpráva | Okáč 15                    | Body    | Gallis 37 |  | Palaeur, Řím Rozhodčí: Jim Burr (USA), Kamen Tošev (BUL) |

### O 7. místo
| 29. června 1991 14:30 | Zpráva | Polsko                     | 90 – 86 | Bulharsko   |  | Palaeur, Řím Rozhodčí: Vicente Sanchís (ESP), Michail Davidov (URS) |
| 29. června 1991 14:30 | Zpráva | Skóre po poločasech: 42:42 |         |             |  | Palaeur, Řím Rozhodčí: Vicente Sanchís (ESP), Michail Davidov (URS) |
| 29. června 1991 14:30 | Zpráva | Zieliński 23               | Body    | Mladenov 22 |  | Palaeur, Řím Rozhodčí: Vicente Sanchís (ESP), Michail Davidov (URS) |

## Soupisky
1.  Jugoslávie 
| - Zoran Sretenović - Velimir Perasović - Aleksandar Đorđević | - Toni Kukoč - Žarko Paspalj - Jure Zdovc | - Predrag Danilović - Zoran Jovanović - Vlade Divac | - Arijan Komazec - Dino Rađa - Zoran Savić |

- Trenér: Dušan Ivković

2.  Itálie 
| - Alessandro Fantozzi - Ferdinando Gentile - Walter Magnifico | - Sandro dell’Agnello - Andrea Gracis - Roberto Brunamonti | - Roberto Premier - Riccardo Pittis - Antonello Riva | - Davide Pessina - Ario Costa - Stefano Rusconi |

- Trenér: Sandro Gamba

3.  Španělsko 
| - Jordi Villacampa Amorós - Miguel Eduardo Hansen Mejías - José Miguel Antúnez Melero | - Rafael Jofresa Prats - Enrique Andreu Balbuena - Manel Bosch Bifet | - Josep Cargol Costa - Fernando Arcega Aperte - Juan Antonio Orenga Forcada | - Silvano Bustos García - Antonio Martín Espina - Juan Antonio San Epifanio |

- Trenér: Antonio Díaz Miguel

4.  Francie 
| - Frédéric Forte - Valéry Demory - Antoine Rigaudeau | - Richard Dacoury - Philip Szanyiel - Stéphane Ostrowski | - Hugues Occansey - Didier Gadou - Féli Courtinard | - Georges Adams - Jim Deines - Jim Bilba |

- Trenér: Francis Jordane.

5.  Řecko 
| - Nikos Galis - Kostas Patavoukas - Panagiotis Giannakis | - Argyris Kabouris - Dinos Angelidis - Giannis Mylonas | - Georgios Gasparis - Vasilis Lypiridis - Liveris Andritsos | - Panagiotis Fassoulas - Georgios Papadakos - Dimitris Papadopoulos |

- Trenér: Efthymis Kioumourtzoglou.

6.  Československo 
| - Vladimír Vyoral - Michal Ježdík - Václav Hrubý | - Július Michalík - Pavel Bečka - Jozef Michalko | - Jiří Okáč - Jan Svoboda - Leoš Krejčí | - Richard Petruška - Štefan Svitek - Stanislav Kameník |

- Trenér: Jan Bobrovský.

7.  Polsko 
| - Dariusz Zelig - Maciej Zieliński - Wojciech Królik | - Piotr Baran - Jarosław Marcinkowski - Jerzy Binkowski | - Dariusz Szczubiał - Adam Wójcik - Jarosław Jęchorek | - Jacek Duda - Mariusz Bacik - Tomasz Torgowski |

- Trenér: Arkadiusz Koniecki.

8.  Bulharsko 
| - Ivajlo Ravucov - Cvetan Nedelčev - Jordan Kolev | - Robert Gergov - Spas Natov - Plamen Petrov | - Ivan Cenov - Saško Vezenkov - Georgi Mladenov | - Daniel Dimitrov - Georgi Gluškov - Ljubomir Amiorkov |

- Trenér: Simeon Varčev.

## Konečné pořadí
| Pořadí           | Tým            | Z | V | P | Skóre   | B  |
| ---------------- | -------------- | - | - | - | ------- | -- |
| Zlatá medaile    | Jugoslávie     | 5 | 5 | 0 | 453:345 | 10 |
| Stříbrná medaile | Itálie         | 5 | 4 | 1 | 425:402 | 9  |
| Bronzová medaile | Španělsko      | 5 | 3 | 2 | 425:412 | 8  |
| 4.               | Francie        | 5 | 1 | 4 | 416:446 | 6  |
| 5.               | Řecko          | 5 | 3 | 2 | 483:448 | 8  |
| 6.               | Československo | 5 | 2 | 3 | 447:486 | 7  |
| 7.               | Polsko         | 5 | 2 | 3 | 373:422 | 7  |
| 8.               | Bulharsko      | 5 | 0 | 5 | 405:466 | 5  |